# Glanni
Der Glanni ist einer der Wasserfälle im 62 km langen isländischen Fluss Norðurá, welcher einer der bedeutendsten Lachsflüsse Islands ist. Seine Fallhöhe beträgt 8 m.
Seine Lage ist östlich des isländischen Orts Bifröst in der Gemeinde Borgarbyggð, Region Vesturland (deutsch: Westland). Es besteht von Bifröst aus ein gekennzeichneter Wanderweg.
Nahe dem Glanni-Wasserfall liegt der Teich Paradisarlaut. 
Außerdem befindet sich in der Nähe ein Lavafeld des erloschenen Grábrók-Vulkans. Die Lava ist etwa 3600 Jahre alt.
Einer Legende nach soll der Glanni-Wasserfall der Wohnsitz von Elfen und Trollen sein.